# 当用漢字
当用漢字（とうようかんじ）は、1946年（昭和21年）11月5日に国語審議会が答申し、同年11月16日に内閣が告示した「当用漢字表」に掲載された1850の漢字を指す。「当用」とは「さしあたって用いる」の意。1981年（昭和56年）、常用漢字表の告示に伴い当用漢字表は廃止された。
広義には、以下の一連の内閣告示を総称する。
- 当用漢字表（1946年〈昭和21年〉11月16日）[4]
- 当用漢字別表（1948年〈昭和23年〉2月16日）
- 当用漢字音訓表（同）
- 当用漢字字体表（1949年〈昭和24年〉4月28日）
- 当用漢字改定音訓表（1973年〈昭和48年〉6月18日）

## 概説
当用漢字表は、さまざまな漢字のうち制定当時使用頻度の高かったものを中心に構成されており、公文書や出版物などに用いるべき範囲の漢字表として告示され、その後学校教育、日本新聞協会加盟マスメディアなどを通じて普及した。当用漢字表から3年後の当用漢字字体表において、複雑かつ不統一だった従来の字体の一部に代えて、簡易字体を正式な字体として採用した。
第二次世界大戦前から漢字廃止論者、漢字制限主義者、表音主義者は、漢字は数が多く学習に困難であるから制限または廃止すべきであると主張し、実際に、文部省を中心に用字制限などを試みた。しかし民間や文学者、日本語学者からの反対意見も強く、改革は行われないでいた。
戦後、連合国軍最高司令官総司令部の占領政策となった国語国字改革のもと、簡素化と平明さを目指して、戦時下に作成された標準漢字表内の常用漢字を基に当用漢字が策定された。従前は、答申、すなわち単なる意見具申が内閣に提出されてから十分な期間、民間の討議に付されるのが一般的であったが、当用漢字については1946年（昭和21年）11月5日に漢字表を公表後、わずか11日後の16日に内閣告示という極めて性急なものであった。連合国軍最高司令官総司令部内部には「日本語は漢字が多いために覚えるのが難しく、識字率が上がりにくいために民主化を遅らせている」と考える者がおり、1948年（昭和23年）には連合国軍最高司令官総司令部のジョン・ペルゼルによる発案で、日本語をローマ字表記にしようとする計画が持ち上がった。予備調査として正確な識字率調査のため民間情報教育局は国字ローマ字論者の言語学者である柴田武に全国的な調査を指示した。1948年（昭和23年）8月、文部省教育研修所により、15歳から64歳までの約1万7000人を対象とした日本初の全国調査「日本人の読み書き能力調査」が実施されたが、結果は漢字の読み書きができない者は2.1%にとどまり、日本人の識字率は非常に高く、漢字と識字率には関係がないことが証明された。このため当用漢字は実際には「常用」されることになり、この状況が常用漢字表告示まで続いた。

## 制限の対象
当用漢字の字種を指定した1946年（昭和21年）の告示には、当用漢字表を告示することの意図などが説明されている。
「まえがき」では、当用漢字は、法令、公文書、新聞、雑誌および一般社会を対象に、漢字制限のめやすとして選んだものとしている。
使用上の注意として、この当用漢字で書けない場合には、別の言葉にかえるか、かな書きにするとされた。
専門用語については当用漢字を基準として「整理」することが望ましいとした。これには、当用漢字に含まれない漢字の使用を即刻中止し、平仮名で表記せよという強硬な指示ではなく、専門家の判断を尊重するという含みがある。同時に、専門的な業務や研究においても基本的には当用漢字の範囲でのみ漢字を使用すべきであることを示唆している。なお、日本国憲法で使用される漢字はすべて当用漢字表に採用された。
固有名詞については「まえがき」に「法規上その他に関係するところが多いので、別に考えることとした」とある。例えば地名や人の姓については当用漢字に含まれないものが多くあるが、それは問題とされない。ただし土地区画整理事業・町名変更・出生などで新たに地名・人名を付ける場合は当用漢字に縛られることになる。
人の名については、1947年（昭和22年）の改正戸籍法により、子の名に常用平易な文字を用いることとされ、同年12月29日施行の戸籍法施行規則第60条により漢字は当用漢字の範囲に限られることとなった。
ほかに動物や植物の名称、中国を除く外国の地名、外来語などは、かな書きするとした。
字体および音訓（音読み・訓読み）については調査中であるとした。「𠮷」は当用漢字表には無かったが、官報に印刷された内閣総理大臣の名は「𠮷田茂」となっているなど混乱があった。これらについては後に当用漢字音訓表（1948年〈昭和23年〉2月16日）、当用漢字字体表（1949年〈昭和24年〉4月28日）として告示された。4月28日以降は吉田茂の表記に改められた。
当用漢字別表（1948年〈昭和23年〉2月16日）は、義務教育の期間に読み書きともにできるように指導することが必要であるとされた漢字を定める。
当用漢字以外の漢字（表外字）を含む語について、同音の当用漢字に書きかえた代用字と代用語が使われるようになり、一部に混乱も見られた。これを受け、『同音の漢字による書きかえ（1956年〈昭和31年〉7月5日国語審議会報告）』が示された。『同音の漢字による書きかえ』は、常用漢字表告示後も公文書をはじめとした用字の指針となっている。

## 当用漢字再検討の動き
1951年（昭和26年）、当用漢字以外で人名に使用することのできる漢字として、人名用漢字別表で92字が示された。1976年（昭和51年）には人名用漢字追加表により28字が加えられた。
1954年（昭和29年）3月、国語審議会は「将来当用漢字表の補正を決定するさいの基本的な資料」として「当用漢字表審議報告」をまとめた。新聞界の要望を基に、28字を入れ替えるなどの内容であった。文芸界や教育界・法曹界の反対により正式な答申や内閣告示には至らず、公用文や教科書などの漢字使用には影響しなかった。新聞界は「当用漢字表補正案」と呼び、運用を通じて当用漢字表見直しの検討材料にするとして、同年4月から全面的に採用し漢字使用のよりどころとした（当用漢字時代における新聞の漢字使用の方針については新聞常用漢字表#当用漢字時代を参照）。
1970年（昭和45年）、公害病・水俣病救済運動で当用漢字表にない「怨」という漢字を白く染め抜いた黒い幟旗が現れ、マスコミもこれを報じた。円満字二郎によれば、「朝日新聞戦後見出しデータベース」に収録された見出しの使用例は当用漢字実施から水俣病の社会問題化までの間の2例のみだが、これ以降「怨」の字がマスコミでも頻繁に用いられるようになった。次第に固有名詞以外でも当用漢字に縛られない漢字使用が広がりを見せた。
1966年（昭和41年）の中村梅吉文相発言（詳細は国語審議会#方針転換参照）により、漢字全廃ではなく「漢字仮名交じり文が前提」として、まず音訓が大幅に改定される。
1973年（昭和48年）に当用漢字改定音訓表が内閣により告示された。これは既存の音訓表に357の音訓を追加し、新たに当て字や熟字訓のうち日常生活で高頻度に使用される106語を「付表」としてまとめたものである。この時点でそれまでの制限的な色合いが大幅に緩和された。
1981年（昭和56年）、当用漢字を基にしつつ緩やかな「目安」である常用漢字表が内閣から告示され、当用漢字表は廃止された。

## 問題点

### 交ぜ書き
当用漢字以前に書かれていた熟語には「牽引」のように熟語を構成する漢字に当用漢字とそれ以外の漢字とが混在するものが多数存在した。これらの熟語は「けん引」のように当用漢字だけを漢字にしそれ以外（表外字）を仮名で書く交ぜ書きが行われることとなった。こうして一つの語の内部で字種の不統一を招いた。他の例としては、四字熟語「濫竽充数」は当用漢字に従えば「濫う充数」と改めるべきであり、「焚琴煮鶴」は「ふん琴煮かく」と改めるべきということになる。活版印刷の定着以降、分かち書きをしなくなった日本語においては、字種の変化が単語境界を示すマークとなっており、それを見つけにくくした。

### 単語族の断絶
中国文学者の高島俊男は、新字体の導入によって、例えば、同じ「專」が、專は専、傳・轉は伝・転、團は団となってしまい、「まるい」・「まるい運動」という共通義をもった家族（単語族）の縁が切れてしまったと指摘している。

### 古典および他の漢字使用国からの隔絶
当用漢字は日本独自の新字体を採用しているため、当用漢字だけの知識では古典を原典のままでは読めなくなってしまった。そこで、新字体に書き換えた古典が登場するようになったが、新字体では複数の字種を一つにまとめたので、例えば辨・辯・瓣は弁にまとめてしまったために、序文という意味（「弁」はかんむり）の「弁言」と、口達者という意味の「辯言」が新字体では「弁言」になって区別がつかなくなるという事態が発生するようになった。
当用漢字字体表告示の時点では、日本以外の漢字文化圏で、手書き文字として略字が民間で使われていたものの、公式に漢字を簡略化した国はなかった。これ以降、同じ意味の漢字であっても公式な字体や活字の字体が大きく異なるというものが出現した。中華人民共和国では1956年漢字簡化方案により簡体字が実施された。台湾、香港では漢字の系統的・政策的な簡略化は行われず、繁体字（概ね康煕字典体）を維持しているが、特に1980年代以降漢字の標準字体を示す際に整理が行われ、従来活字で見られたものとは異なる字体が標準とされた字も少なくない。朝鮮半島では漢字の字体の変更は行われていないが、ハングル専用政策により北朝鮮では漢字自体が全廃され、大韓民国では漢字の使用が激減した。

## 地名における使用
市町村名称の字体が、当用漢字字体表にない従来の字体の場合は、当用漢字字体表の字体で書き表しても、地方自治法における名称変更に該当しない。
当該市町村が各種法令に基づく手続等の際に、その名称を当用漢字字体表の字体で書き表しても法令上有効であり、個人や法人が、各種法令に基く手続等で住所を書き表す場合、市町村名および市町村内の町名または字名の書き表し方についても同様となる。